# کربن سابوکسید
کربن سابوکسید (به انگلیسی: Carbon suboxide) یک ترکیب شیمیایی با شناسه پاب‌کم ۱۳۶۳۳۲ است. شکل ظاهری این ترکیب، گاز بی‌رنگ است.